# Bloqueo de Cabañas
El bloqueo de Cabañas es una operación militar en curso que ocurre en el contexto de la guerra contra las pandillas en El Salvador. El 1 de agosto de 2023, el presidente salvadoreño, Nayib Bukele, anunció que 7.000 soldados de las Fuerzas Armadas de El Salvador (FAES) y 1.000 policías de la Policía Nacional Civil (PNC) habían rodeado el departamento de Cabañas para capturar a pandilleros que se refugian en dicha región selvática. 

## Antecedentes
En marzo de 2022, el Estado salvadoreño declaró el estado de emergencia luego de un aumento en los homicidios en el país. Para agosto de 2023, un total de 72.000 presuntos pandilleros habían sido arrestados.

## Cerco

### Incidentes
El 30 de julio de 2023, dos policías resultaron heridos en una emboscada de presuntos pandilleros en Maquilishuat, cantón de Ilobasco. Uno de ellos resultó gravemente herido y ambos fueron trasladados en avión a San Salvador, la capital del país. Un video de la emboscada fue subido a Twitter por el ministro de Defensa salvadoreño, René Merino Monroy. La Policía Nacional Civil (PNC) informó que se estaba realizando un operativo de búsqueda de los atacantes.
El 1 de agosto de 2023, el presidente salvadoreño, Nayib Bukele, escribió en Twitter que el gobierno había movilizado a 7.000 soldados de las Fuerzas Armadas de El Salvador (FAES) y 1.000 policías de la PNC para cercar el departamento (subdivisión de primer nivel) de Cabañas para capturar a pandillas miembros dentro del departamento. En el tuit, Bukele afirmó que las fuerzas del gobierno estarán "para evitar que los pandilleros salgan del área y cortar todas las líneas de suministro pertenecientes a los grupos terroristas [las pandillas]" y que la operación continuará hasta que "los operativos puedan sacar a todos los miembros pandilleros". Bukele afirmó que pandilleros de la Mara Salvatrucha (MS-13) y la pandilla Mara 18 (Barrio 18) habían huido a Cabañas para refugiarse de la represión.
El asedio es la quinta operación de este tipo realizada por el gobierno salvadoreño desde el comienzo de la represión de las pandillas. Cabañas tiene una población de más de 160.000 personas y cubre un área de 1.000 kilómetros cuadrados (390 millas cuadradas).
El 25 de marzo se registró un enfrentamiento que dejó un pandillero muerto, esto en la colonia El Carmen, de Ciudad Dolores, y siendo detenido un delincuente en el acto. Las autoridades fueron sorprendidas inicialmente, pero tomaron el control del enfrentamiento, abatiendo a un atacante, y decomisando dos rifles y una pistola.